# Machaeroides
Machaeroides is een geslacht van uitgestorven carnivore zoogdieren uit het Eoceen behorend tot de familie Oxyaenidae van de orde Creodonta.

## Fossiele vondsten
Machaeroides kwam in het Laat-Wasatchian in de Noord-Amerika tot ontwikkeling. M. simpsoni is de oudst bekende soort met fossielen vondsten in de Wind River-formatie daterend uit het Wa7 en het Br1. M. eothen leefde tijdens het Bridgerian (Br2-Br3) met fossiele vondsten in de Bridger-formatie.

## Kenmerken
Het is het eerst bekende zoogdier met sabeltanden. Machaeroides had het formaat van een coyote, waarbij M. eothen 10 tot 14 kg zwaar was en M. simpsoni wat kleiner was. Een skelet uit de Uinta-formatie wijst op een klimmende of boombewonende leefwijze. 